# Lars Holst (matematiker)
Lars Holst, född 1942, är en svensk statistiker och matematiker.
Holst växte upp i Helsingborg där han 1961 tog studentexamen. Han studerade 1962-1970 vid Lunds universitet och var 1971-1988 universitetslektor vid Uppsala universitet där han också disputerade för filosofie doktorsgrad 1972 med Gunnar Blom och Carl-Gustav Esseen som handledare. Samtidigt blev han docent. 1989 blev han professor i matematisk statistik vid Kungliga Tekniska högskolan (KTH). 1 november 2007 gick han i pension och blev professor emeritus.